# Halls Bayou (Chocolate Bay)
Halls Bayou ist ein 19,6 Kilometer langer Fluss im US-amerikanischen Bundesstaat Texas. Er entspringt am Rande eines locker bebauten Wohngebietes sieben Kilometer südöstlich von Alvin im Nordosten des Brazoria County, unmittelbar neben einer Bahnstrecke der ehemaligen Missouri Pacific Railroad. Von dort fließt er zunächst in südöstlicher Richtung durch weitgehend landwirtschaftlich genutztes Gebiet, ab dem Mittellauf verändert er seine Laufrichtung zunächst nach Süden und schließlich nach Südwesten.
Im Oberlauf führt der Halls Bayou zeitweise kein Wasser, im Mittellauf wird er an seinen Ufern von Auenwäldern begleitet. Im Unterlauf beginnt er zu mäandrieren. Zwei der Flussschleifen führen ihn dabei auf eine kurze Strecke in das benachbarte Galveston County, ansonsten verläuft er vollständig innerhalb des Brazoria County. Auf den letzten zwei Kilometern verbreitert er sich deutlich, die Umgebung ist dort sumpfig. Schließlich mündet der Halls Bayou in den Halls Lake, der durch einen schmalen, kurzen Durchlass namens The Narrows mit der Chocolate Bay verbunden ist. Wichtigste Zuflüsse des Halls Bayou sind der Cloud Bayou und der Willow Bayou, beide von links.
Benannt wurde der Fluss vermutlich nach einem Jacob Hall, der am Ostufer Grundeigentümer war. Der Namensbestandteil Bayou steht in bestimmten Gegenden der Südstaaten der USA für ein nur langsam fließendes oder sogar stehendes Gewässer.